# スウ・ヤティー
スウ・ヤティー（ស៊ូ យ៉ាទី、1991年12月17日 - ）は、カンボジア・リーグのボーウング・ケット・アンコールに所属するサッカー選手。カンボジア代表で、ポジションはGK。

## 経歴
元々は国防省FCで活躍していたゴールキーパーでありその後、プノンペン・クラウンに移籍した 。

## 代表歴
2012年9月5日に行われたフィリピン代表との親善試合でA代表デビューを果たし、この試合はスコアレスドローであった。
また、2015年9月3日に行われた2018 FIFAワールドカップ・アジア2次予選の日本代表戦でもゴールキーパーとしてフル出場を果たしたものの、3-0で敗北した。

## タイトル

### クラブ
国防省FC
- フン・セン・カップ: 2010

プノンペン・クラウン
- カンボジア・リーグ: 2014
- 2014メコン・クラブ・チャンピオンシップ: 3位

ボーウング・ケット・アンコール
- カンボジア・リーグ: 2016, 2017

ナガワールドFC
- カンボジア・リーグ: 2018

### 個人
- カンボジア・リーグ最優秀ゴールキーパー: 2014, 2017